# Nikolaus-Kopernikus-Denkmal in Warschau

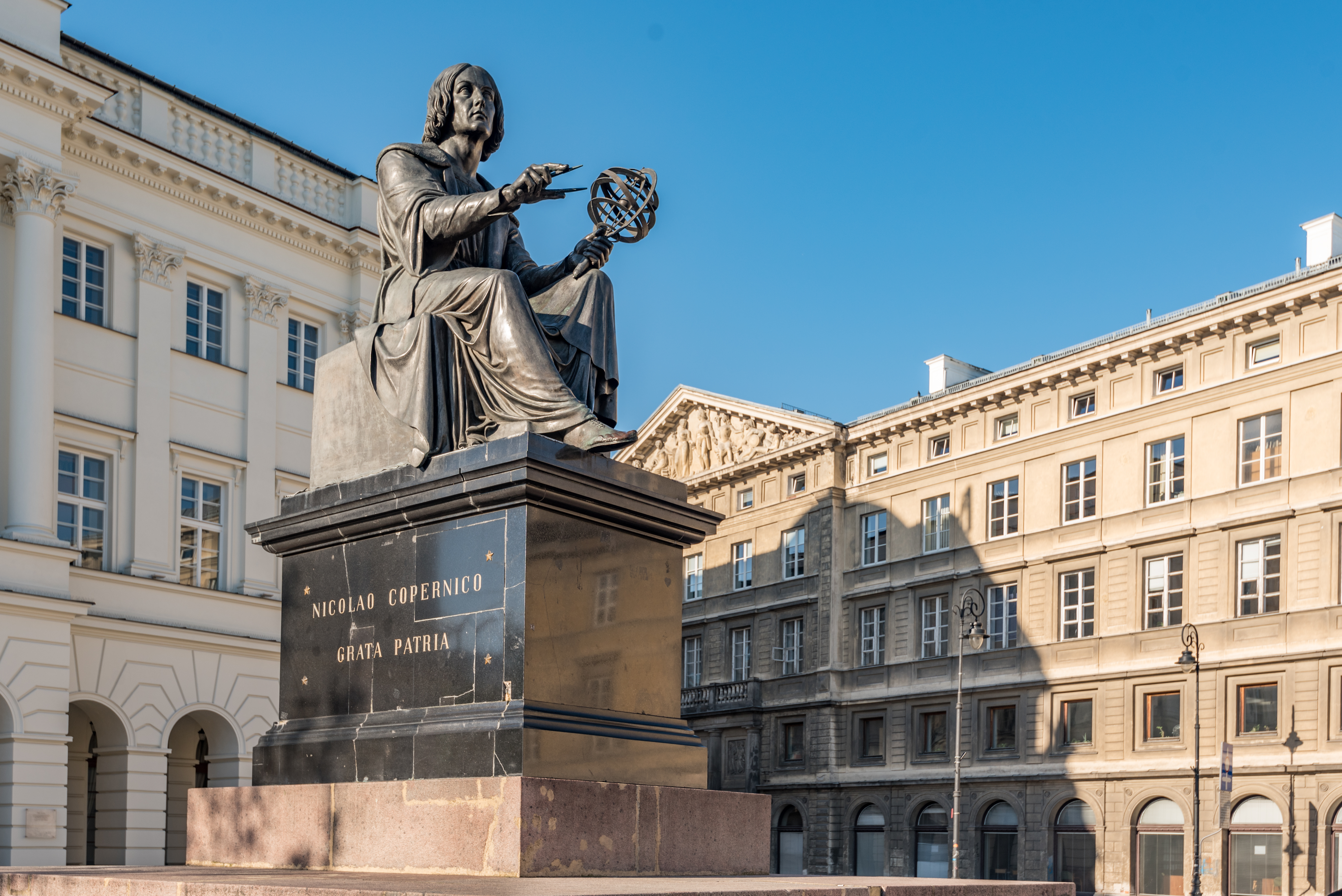
Nikolaus-Kopernikus-Denkmal in Warschau

Das Nikolaus-Kopernikus-Denkmal (polnisch Pomnik Mikołaja Kopernika) in Warschau wurde vom dänischen Bildhauer Bertel Thorvaldsen auf Initiative von Stanisław Staszic aus Bronze im Jahre 1822 geschaffen und am 11. Mai 1830 von Julian Ursyn Niemcewicz vor dem Staszic-Palast, dem heutigen Hauptsitz der Polnischen Akademie der Wissenschaften, an der Krakowskie Przedmieście enthüllt.
Während der deutschen Besatzung im Zweiten Weltkrieg wurde das Denkmal mit deutschen Inschriften versehen, die am 11. Februar 1942 von den Mitgliedern der Pfadfinderuntergrundorganisation Szare Szeregi abgenommen wurden.
Nach dem Warschauer Aufstand wurde das Denkmal im Oktober 1944 von den deutschen Besatzern abgerissen und zum Einschmelzen in die Gegend von Nysa (dt. Neiße) in Oberschlesien gebracht. Da dies jedoch nicht mehr geschah, konnte das Denkmal nach dem Krieg am 22. Juli 1945 am ursprünglichen Platz wieder errichtet werden.
Kopien dieses Denkmals stehen auch in Montreal und Chicago.
Es fällt auf, dass Kopernikus in der linken Hand eine Armillarsphäre hält. Der dadurch erweckte Eindruck, dass es sich dabei um das „System“ von Kopernikus handelt, ist falsch: Kopernikus wusste bereits, dass die Planeten einschließlich der Erde in einer Ebene um den Mittelpunkt kreisen, nicht dreidimensional auf irgendwelchen Bahnen, wie die Armillarsphäre das zeigt. 